# Nemoraea sapporensis
Nemoraea sapporensis là một loài ruồi trong họ Tachinidae.